# Palais du Triomphe
Le palais du Triomphe (en russe : Триумф-Палас) est un gratte-ciel de style néo-stalinien situé à Moscou, dans le district Khorochiovski.
Construit de 2001 à 2006, ce bâtiment de 57 étages comprend environ 1 000 appartements. Avec une hauteur de 264,1 mètres, il devient le plus haut gratte-ciel d'Europe en 2005, dépassant la Commerzbank Tower. Il est à son tour dépassé par la Tour Naberejnaïa C en 2007. En 2022, il fait partie des 20 plus hauts gratte-ciel d'Europe.
On l'appelle souvent la huitième sœur de Staline, en référence aux Sept Sœurs de Staline, desquelles son architecture est inspirée.
En 2006, le gratte-ciel Triomphe d'Astana, au Kazakhstan, s'inspire de l'architecture du palais du Triomphe.